# برونو سيمويس
برونو سيمويس هو لاعب كرة قدم برتغالي في مركز الوسط، ولد في 3 سبتمبر 1995. لعب مع ديسبورتيفو تروفينسي.

## وصلات خارجية
- برونو سيمويس على موقع قاعدة بيانات كرة القدم.إي يو (الإنجليزية)
- برونو سيمويس على موقع Soccerway.com (الإنجليزية)